# Jean Reschofsky
Jean Reschofsky (1905-1998) est un artiste peintre, sculpteur et illustrateur français. Il est notamment connu pour ses illustrations pour la jeunesse, notamment de romans pour les éditions Hachette entre 1938 et 1980.

## Biographie
Élève de l'École nationale supérieure des beaux-arts de Paris en architecture, et diplômé en architecture et sculpture de l'École nationale supérieure des arts décoratifs de Paris, Jean Reschofsky était également peintre et sculpteur.

### Romans pour la jeunesse

#### ÉditionsHachette

##### CollectionBibliothèque verte
- 1949 : Fortune carrée, Joseph Kessel
- 1952 : De Lattre, Jean d'Esme
- 1952 : L'Aventure sans retour, l'odyssée du capitaine Scott, Jean Feuga
- 1952 : Le Fils de Lagardère, Paul Féval fils
- 1952 : Parti de Liverpool, Édouard Peisson
- 1952 : Le Cap des pirates, Leda Wadsworth
- 1953 : Flibustiers des Antilles, Jacques Legray
- 1953 : De Lattre, Jean d'Esme
- 1953 : Le Mystère de la chambre jaune, Gaston Leroux
- 1953 : Le Loup Blanc, Paul Féval
- 1954 : L'Homme des vallées perdues, Jack Schaefer
- 1955 : Pilote d'essai, Colonel Rozanoff
- 1958 : Le Comte de Monte-Cristo, Alexandre Dumas (tomes 1 et 2 ; no 62 ; rééd. : 1963 ; nouvelle couverture pour la réédition de 1978)
- 1958 : Le Pétrolier Rose-Marie, Jean Merrien
- 1959 : Pilote de course, Maurice Trintignant
- 1960 : L'Île mystérieuse, Jules Verne (no 162)
- 1962 : Les Aventures de M. Pickwick, Charles Dickens
- 1965 : L'Agence Bennett & Cie, Anthony Buckeridge
- 1968 : Un ban pour Bennett, Anthony Buckeridge (no 370, trad. Vladimir Volkoff)
- 1968 : Bennett au collège, Anthony Buckeridge (no 360, trad. Olivier Séchan)
- 1969 : L’Île au trésor, Robert Louis Stevenson
- 1970 : Bennett et Mortimer, Anthony Buckeridge (no 417, trad. Vladimir Volkoff)
- 1971 : Bennett et son piano, Anthony Buckeridge
- 1972 : Bennett et ses grenouilles, Anthony Buckeridge
- 1980 : Contes du lundi : choix pour la jeunesse, Alphonse Daudet (ISBN 2-01-001980-6)

##### CollectionBibliothèque rose
- 1961 : Fido chien de berger, Enid Blyton (coll. « Nouvelle Bibliothèque rose » no 89 ; nouvelle couverture en 1973)
- 1964 : Poly, Cécile Aubry no 151
- 1965 : Les aventures de Mary Poppins, Walt Disney (d'après l'œuvre de Pamela L. Travers)
- 1980 : Poly et le secret des sept étoiles, Cécile Aubry  (ISBN 2-01-002640-3)

##### CollectionIdéal-Bibliothèque
- 1951 : Les Trois mousquetaires, Alexandre Dumas (2 vol.)
- 1953 : Le Tambour de Royal-Auvergne, Louis Rousselet
- 1953 : Bayard, Marcel Brion
- 1953 : Michel Strogoff (2 tomes), Jules Verne (rééd. 1959, 1977, no 48 et no 49)
- 1954 : Vingt mille lieues sous les mers (2 tomes), Jules Verne (rééd. 1966, 1976, no 75 et no 76)
- 1954 : Le Galion d'or, Frank Crisp
- 1954 : La Malle de San Francisco, Howard Pease
- 1954 : Les Voyages de Gulliver, Jonathan Swift (rééd. 1973, 1980)
- 1955 : Les Trois Lanciers du Bengale, Francis Yeats-Brown (no 83)
- 1955 : Capitaine courageux, Rudyard Kipling (no 95)
- 1955 : Chasseur d'orchidées, Ernst Löhndorff
- 1956 : Une amazone de quinze ans, Margaret Ruthin
- 1956 : La Charge de la brigade légère, Jean Muray
- 1956 : Vol de nuit, Antoine de Saint-Exupéry (no 112)
- 1957 : Pilote de guerre, Antoine de Saint-Exupéry (no 132)
- 1957 : Le Marchand de Venise (d'après William Shakespeare), Jean Muray (no 124)
- 1958 : La Paix chez les bêtes, Colette
- 1958 : Histoires pour Bel-Gazou, Colette (no 153)
- 1959 : Crin-Blanc - D'après le film d'Albert Lamorisse, René Guillot
- 1960 : Les 101 Dalmatiens (Plus on est de chiens…), Barry Smith (no 185)
- 1960 : Deux Enfants à travers la France, Claude Santelli (no 195)
- 1961 : Mon Parachute et moi, C. Duval (no 206)
- 1961 : Aviatrice, Jacqueline Cochran
- 1961 : Le Drôle, François Mauriac (no 212)
- 1961 : La Fleur du Mékong, Marguerite Thiébold (no 200)
- 1962 : Larguez les voiles !, Jimmy Bisset
- 1962 : Celle qu'on retrouvera, Claude Voilier (no 232)
- 1962 : Le Voyage en ballon, René Guillot (no 237)
- 1962 : L'Expédition du Kon-Tiki, Thor Heyerdahl (rééd. 1973,  no 231)
- 1963 : Record à l’Himalaya, Raymond Lambert et Claude Kogan (no 245)
- 1963 : Un ban pour Bennett, Anthony Buckeridge
- 1963 : Bennett au collège, Anthony Buckeridge (no 243)
- 1963 : Mary Poppins, Pamela L. Travers (no 248)
- 1964 : Le Retour de Mary Poppins, Pamela L. Travers (no 269)
- 1964 : L'Aigle et le Cheval, René Hardy (no 259)
- 1964 : Bennett et sa cabane, Anthony Buckeridge (no 256)
- 1964 : L'Agence Bennett et Cie, Anthony Buckeridge
- 1964 : Bennett et la roue folle, Anthony Buckeridge (no 263)
- 1965 : Bennett et le général, Anthony Buckeridge
- 1965 : Les Bonnes Idées de Mary Poppins, Pamela L. Travers (no 288, trad. Vladimir Volkoff)
- 1966 : Mary Poppins en promenade, Pamela L. Travers (no 298, trad. Vladimir Volkoff)
- 1966 : La Planète Kalgar, Maurice Vauthier (no 309)
- 1966 : Poly au Portugal, Cécile Aubry (no 301)
- 1966 : Poly et le secret des sept étoiles, Cécile Aubry (no 297)
- 1967 : Bennett entre en scène, Anthony Buckeridge
- 1973 : Rob Roy, Walter Scott (no 63)
- 1980 : Les 101 Dalmatiens (Plus on est de chiens…), Dodie Smith

##### Autres collections
- 1967 : Les Trois Mousquetaires, Alexandre Dumas, coll. « Les Grands Livres Hachette »
- 1968 : Le Comte de Monte-Cristo, Alexandre Dumas, coll. « Les Grands Livres Hachette »
- 1970 : Michel Strogoff, Jules Verne, coll. « Les Grands Livres Hachette »
- 1972 : Alexandre Dumas, Le Comte de Monte-Cristo, Paris, Hachette, coll. « La Galaxie », 1972, 185 p. (ISBN 2-01-003286-1)
- 1980 : Alexandre Dumas, Les Trois Mousquetaires, Paris, Hachette, coll. « La Galaxie », 1980, 220 p. (ISBN 2-01-002757-4)

#### ÉditionsG. P.

##### CollectionRouge et OrSouveraine
- 1961 : Fraise des bois, Michèle Arneguy, no 165
- 1972 : Les Pionniers du bout du monde, Eleanor Spence, no 284
- 1972 : La Piste du souvenir, Paul Berna, no 307
- 1972 : Le Cheval sans tête, Paul Berna, no 89
- 1977 : La Fiancée du Viking, Pierre Debresse, no 356
- 1979 : Si près du cap Horn, Loïck Fougeron, no 373

##### CollectionRouge et OrDauphine

###### SériePetitoudeDick Laan
- 1962 : Petitou et ses amis, no 70
- 1963 : Les Aventures de Petitou, no 62
- 1963 : Les Voyages de Petitou, no 81
- 1964 : Petitou au zoo, no 99
- 1965 : Petitou et les Brigands, no 114
- 1965 : Petitou et Minibelle, no 108
- 1966 : Petitou et les perles, no 124
- 1967 : Petitou et l'hélicoptère, no 137
- 1969 : Petitou et la plume d'or, no 161
- 1968 : Petitou et le marchand de sable, no 147
- 1970 : Petitou et la fusée, no 173
- 1971 : Petitou au pays des contes de fées, no 186
- 1972 : Petitou chez les marmottes, no 202
- 1973 : Petitou raconte..., no 219

##### Collection Spirale
- 1961 : Tim le jockey, May d'Alençon
- 1978 : Le Comte de Monte-Cristo, Alexandre Dumas — Adaptation de Yvonne Dubois

##### CollectionJeunesse-Pocket
- 1964 : Pourquoi pas bedeau ?, M. J. Lory

##### Collection Super 1000
- 1963 : Trois Hommes dans un bateau (sans compter le chien), Jerome K. Jerome (traduit de l'anglais par Déodat Serval) — premier titre de la Collection Super 1000[3]
- 1965 : La Fée des grèves, Paul Féval

### Romans pour adultes
- 1944 : Les Yeux ouverts dans Paris insurgé, Claude Roy, Julliard
- 1945 : Je me souviens, Georges Simenon, Les Presses de la Cité
- 2008 : Les Yeux ouverts dans Paris insurgé, Claude Roy, Regain de lecture